# Кійонамі
«Кійонамі» (Kiyonami, яп. 高波) — ескадрений міноносець Імперського флоту Японії типу «Югумо», який взяв участь у Другій світовій війні.

## Історія створення
Корабель був закладений 15 жовтня 1941 року на верфі «Uraga Dock». Спущений на воду 17 серпня 1942 року, вступив у стрій 25 січня 1943 року.

## Історія служби
Через місяць після завершення будівництва, 25 лютого 1943-го, «Кійонамі» включили до складу 31-ї дивізії ескадрених міноносців.
28 лютого — 8 березня 1943-го «Кійонамі» разом зі ще одним есмінцем супроводжували конвой з Йокосуки на атол Трук у центральній частині Каролінських островів (тут ще до війни створили потужну базу японського ВМФ, з якої до лютого 1944-го провадились операції в низці архіпелагів). 12—17 березня «Кійонамі» та есмінець «Онамі» охороняли переобладнані легкі крейсери «Бангкок-Мару» та «Сайгон-Мару» (раніше входили до складу конвою, який «Кійонамі» привів на Трук з Японії), що доправили підкріплення до атола Тарава на островах Гілберта. 20 березня цей загін попрямував назад, причому 25 березня «Кійонамі» відокремився та залишився на Труці (тоді як «Онамі» провів ці переобладнані крейсери на Маріанські острови до Сайпану). Невдовзі есмінець вийшов у море, щоб супроводити на завершальній ділянці маршруту плавучу базу підводних човнів «Ясукуні-Мару», яка 27 березня прибула на Трук із Японії.
14–20 квітня 1943-го «Кійонамі» супроводив конвой по круговому маршруту між Труком та Кавієнгом (друга за значенням японська база в архіпелазі Бісмарка, розташована на північному завершенні острова Нова Ірландія). 28 квітня — 3 травня есмінець пройшов в охороні конвою № 1282 з Труку до Рабаула — головної передової бази в архіпелазі Бісмарка, з якої здійснювались операції на Соломонових островах та сході Нової Гвінеї. 3–6 травня есмінець охороняв конвой №2023, з яким повернувся на Трук. З 5 по 16 червня «Кійонамі» пройшов з Труку до Йокосуки та назад, здійснюючи супровід ескортних авіаносців «Унйо» та «Чуйо».
30 червня 1943-го американці висадились на архіпелазі Нью-Джорджія в центральній частині Соломонових островів, що започаткувало тримісячну битву. Як наслідок, 8–10 липня «Кійонамі» пройшов з Труку до Рабаула, супроводжуючи легкий крейсер «Дзінцу». 12 липня «Кійонамі» разом з 4 іншими есмінцями та зазначеним крейсером вийшов із Рабаула в межах завдання з охорони 4 есмінців транспортної групи, які рушили з Шортленду для доставлення підкріплень на Коломбангару. Це призвело до зіткнення в ніч на 13 липня із ворожим загоном, під час якого «Кійонамі» разом з іншими кораблями взяв участь у торпедній атаці, унаслідок якої був потоплений есмінець «Гвін» та пошкоджені легкі крейсери «Гонолулу» і «Сент-Луїс».

### Загибель
Увечері 18 липня 1943-го «Кійонамі» вийшов з Рабаула, щоб разом з 3 іншими есмінцями та легким крейсером супроводжувати 3 важкі крейсери, завданням яких був пошук ворожих сил, а також прикриття ще 3 есмінців, котрі доставляли підкріплення в район бойових дій. У ніч на 20 липня в районі Коломбангари загін став ціллю для ворожих бомбардувальників, які скинули бомби за показаннями радарів, внаслідок чого вибухнув та одразу затонув есмінець «Югуре». Інші японські кораблі полишили район, проте надалі «Кійонамі» повернувся на місце загибелі «Югуре» та підібрав близько двох десятків вцілілих моряків. А ще за три години під час повернення на базу сам «Кійонамі» був уражений бомбою в погріб боєзапасу, вибухнув та затонув. У підсумку з екіпажів обох японських кораблів урятувався лише один моряк з «Кійонамі», який потрапив у полон.